# Phrase complexe en roumain
Cet article se limite à la partie de la syntaxe du roumain consacrée à la phrase complexe, traitant de ses particularités par rapport à la phrase complexe française. Si la coordination entre propositions de la phrase complexe roumaine ne présente pratiquement pas de spécificités par rapport à la phrase française, les phrases à propositions subordonnées présentent quelques spécificités quant aux modes verbaux utilisés dans les subordonnées, aux mots subordonnants, à l’ordre des propositions, etc.

## Mode personnel vs. mode impersonnel
L’une des particularités du roumain est sa préférence pour une subordonnée lorsque les sujets de deux procès sont identiques, par rapport au français, où dans ce cas c’est presque toujours le complément à l’infinitif qui est préféré.

### Subordonnée complément d’objet direct vs. complément d’objet direct
Dans la langue roumaine actuelle, seul le  verbe a putea « pouvoir » peut être utilisé avec l’infinitif aussi pour exprimer l’objet direct : Pot să urc = Pot urca « Je peux monter ». Les autres verbes régents se construisent en roumain avec un verbe à un mode personnel. Exemples : 
| Roumain                          | Français                                                 |
| -------------------------------- | -------------------------------------------------------- |
| Cred că are dreptate (indicatif) | Je pense qu’il/elle a raison (indicatif)                 |
| Cred că am dreptate (indicatif)  | Je pense avoir (infinitif) / que j’ai (indicatif) raison |
| Vreau să pleci (subjonctif)      | Je veux que tu partes (subjonctif                        |
| Vreau să plec (subjonctif)       | Je veux partir (infinitif)                               |

En français, certains verbes régents demandent que le complément d'objet direct soit à l’infinitif même lorsque son sujet est différent de celui du verbe régent. C’est le cas de la proposition infinitive. En roumain, elle correspond à une subordonnée COD ayant le prédicat au subjonctif : Îi cer să plece « Je lui demande de partir ». Les verbes de perception (a privi « regarder », a vedea « voir », a asculta « écouter », a auzi « entendre », a simți « sentir ») peuvent avoir un COD exprimé par le gerunziu : Aud vorbindu-se « J’entends parler ».

### Subordonnée complément d’objet indirect vs. complément d’objet indirect
| Roumain                                 | Français                                         |
| --------------------------------------- | ------------------------------------------------ |
| Sunt sigur că va pleca (indicatif)      | Je suis sûr qu’il/elle partira (indicatif)       |
| Sunt sigur că voi pleca (indicatif)     | Je suis sûr de partir (infinitif)                |
| Nu sunt sigur că va pleca (indicatif).  | Je ne suis pas sûr qu’il/elle parte (subjonctif) |
| Nu sunt sigur că voi pleca (indicatif). | Je ne suis pas sûr de partir (infinitif)         |
| Mă bucur că va pleca (indicatif)        | Je suis content qu’il/elle parte (subjonctif)    |
| Mă bucur că voi pleca (indicatif)       | Je suis content de partir (infinitif)            |

### Subordonnées circonstancielles vs. compléments circonstanciels
Le complément circonstanciel de but à l’infinitif existe en roumain en concurrence avec son synonyme syntaxique, la subordonnée avec le prédicat au subjonctif : Ce putem face pentru a ne ușura munca? = Ce putem face ca să ne ușurăm munca? « Que pouvons-nous faire pour faciliter notre travail ? » Il en est de même pour les compléments avec fără « sans » : Muncește fără a se gândi la rezultat = Muncește fără să se gândească la rezultat « Il/Elle travaille sans penser au résultat » ; A concurat fără a câștiga = A concurat fără să câștige « Il/Elle a participé au concours sans gagner ». En revanche, seule la subordonnée est possible dans d’autres cas : Nu rezistă el să nu se ducă la ea « Il ne va pas résister à ne pas aller chez elle » ; Mai bine mă retrag decât să fac așa ceva « Je préfère me retirer plutôt que faire une chose pareille » ; În loc să muncească, pierde vremea « Au lieu de travailler, il/elle perd son temps » ; Nu sunt prost să fac așa ceva « Je ne suis pas bête au point de faire une chose pareille » ; E prea deștept ca să nu înțeleagă « Il est trop intelligent pour ne pas comprendre ».
Il y a aussi un type de complément du nom exprimé par un infinitif, qui est en concurrence avec une proposition relative d’un type spécifique, introduite non par un pronom relatif mais par une conjonction : Și-au exprimat dorința de a încheia un acord / să încheie un acord « Ils/Elles ont exprimé leur souhait de conclure un accord ».

## Mode du prédicat de la subordonnée
Les différences d’emploi du mode touchent plusieurs types de subordonnées.

### Subjonctif vs. indicatif ou conditionnel
Dans le cas des subordonnées sujet, comme en français, les verbes régents exprimant la certitude demandent que le prédicat de la subordonnée soit à l’indicatif ou au conditionnel, et les verbes régents exprimant l’obligation, la nécessité, la possibilité et le contraire de ces notions régissent le subjonctif. En revanche, les verbes régents exprimant l’incertitude régissent l’indicatif ou le conditionnel en roumain, mais le subjonctif en français. Dans le même temps, alors qu’en roumain les verbes régents exprimant un jugement subjectif demandent l’indicatif ou le subjonctif (parfois les deux sont possibles), en français les mêmes verbes sont généralement utilisés avec le subjonctif. Exemples :
| Roumain                                                        | Français                                                 |
| -------------------------------------------------------------- | -------------------------------------------------------- |
| Este sigur că va veni (indicatif)                              | Il est sûr qu’il viendra (indicatif)                     |
| Este clar că ar veni (conditionnel) dacă ar putea              | Il est clair qu’il viendrait (conditionnel) s’il pouvait |
| Trebuie să vină (subjonctif)                                   | Il faut qu’il vienne (subjonctif)                        |
| Nu e posibil să vină (subjonctif)                              | Il n’est pas possible qu’il vienne (subjonctif)          |
| Nu e sigur că va veni (indicatif)                              | Il n’est pas sûr qu’il vienne (subjonctif)               |
| E mai bine să vină (subjonctif)                                | Il vaut mieux qu’il vienne (subjonctif)                  |
| Păcat că n-a venit (indicatif)                                 | Dommage qu’il ne soit pas venu (subjonctif)              |
| E rușinos că nu vine (indicatif – action réelle)               | Il est honteux qu’il ne vienne pas (subjonctif)          |
| Ar fi rușinos să nu vină (subjonctif – action future supposée) | Il serait honteux qu’il ne vienne pas (subjonctif)       |

Comme en français, dans le cas des subordonnées COD, les verbes régents de déclaration, d’opinion, de perception et ceux exprimant la certitude régissent généralement l’indicatif ou le conditionnel, alors que ceux exprimant l’intention, le souhait, la demande, l’exhortation et l’ordre se construisent avec le subjonctif. En revanche, les verbes régents exprimant un sentiment, un état d’âme, exigent en roumain l’indicatif :
| Roumain                                                            | Français                                                                 |
| ------------------------------------------------------------------ | ------------------------------------------------------------------------ |
| Confirm că va veni (indicatif)                                     | Je confirme qu’il/elle viendra (indicatif)                               |
| Cred că va veni (indicatif) / ar veni (conditionnel) dacă ar putea | Je pense qu’il/elle viendra (indicatif) / viendrait s’il/si elle pouvait |
| Vreau să vină (subjonctif)                                         | Je veux qu’il/elle vienne (subjonctif)                                   |
| Ordon să vină (subjonctif)                                         | J’ordonne qu’il/elle vienne (subjonctif)                                 |
| Regret că va veni (indicatif)                                      | Je regrette qu’il/elle vienne (subjonctif)                               |

Dans la subordonnée COI aussi il y a des ressemblances et des différences entre roumain et français. Les verbes régents exprimant la certitude demandent l’indicatif ou le conditionnel dans les deux langues, mais ceux qui expriment l’incertitude et les sentiments, les états d’âme, demandent généralement l’indicatif ou le conditionnel en roumain, tandis qu’en français c’est le subjonctif qui est exigé. Exemples :
| Roumain                                                                  | Français                                                                                           |
| ------------------------------------------------------------------------ | -------------------------------------------------------------------------------------------------- |
| Sunt sigur că va veni (indicatif) / ar veni (conditionnel) dacă ar putea | Je suis sûr qu’il/elle viendra (indicatif) / qu’il/elle viendrait (conditionnel) s’il/elle pouvait |
| Mă îndoiesc că va veni (indicatif) / ar veni (conditionnel)              | Je doute qu’il/elle vienne (subjonctif)                                                            |
| Mă bucur că va veni (indicatif)                                          | Je suis content(e) qu’il/elle vienne (subjonctif)                                                  |

La subordonnée COI régie par un verbe exprimant la crainte a une structure particulière. Les phrases Mă tem că pleacă et Mă tem să nu plece ont le même sens, bien que dans la première le prédicat de la subordonnée soit à l’indicatif et dans la deuxième – au subjonctif, avec un nu explétif. En français, avec ou sans ne explétif, le prédicat de la subordonnée est au subjonctif : « Je crains qu’il/elle (ne) parte ». Le sens contraire à celui de ces phrases est exprimé par la phrase Mă tem că nu pleacă (indicatif) « Je crains qu’il/elle ne parte pas » (subjonctif).
Dans les subordonnées circonstancielles également, l’indicatif et le conditionnel sont plus fréquents en roumain qu’en français : Deși este bolnav, lucrează « Bien qu’il soit malade, il travaille » ; Face sport, cu toate că e în vârstă « Il fait du sport quoiqu’il soit âgé » ; Face totdeauna ce vrea, fie că / indiferent că se opune cineva sau nu « Il/Elle fait toujours ce qu’il/elle veut, qu’on s’y oppose ou non ». La locution « jusqu’à ce que » a deux correspondants en roumain : l’un utilisé avec le subjonctif (A trecut multă vreme până să-l cunosc « Il est passé longtemps jusqu’à ce que je le connaisse »), l’autre avec l’indicatif : Continuă până (ce/când) termini « Continue jusqu’à ce que tu finisses ».
Dans les subordonnées CC introduites par un pronom indéfini, un adjectif indéfini ou un adverbe indéfini composé avec ori-, le prédicat est au conditionnel en roumain, mais au subjonctif en français : Nu-i deschid ușa, oricine ar fi « Je ne lui ouvre pas la porte, qui que ce soit » ; Este iertat, orice greșeală ar face « On lui pardonne, quelque faute qu’il fasse » ; Oriunde ar merge, este bine primit « Où qu’il aille, il est bien reçu » ; Orice s-ar întâmpla, nu plec « Quoi qu’il arrive, je ne pars pas » ; Mă duc oriunde vrei « Je vais où que tu veuilles ».

### Subordonnées avecdacă
Il y a une différence notable entre le roumain et le français quant au mode utilisé dans les subordonnées circonstancielles introduites par la conjonction dacă « si » et par les locutions conjonctives avec cette conjonction, à savoir que le prédicat de la subordonnée peut être au même mode et au même temps que le prédicat de la principale.
En proposition circonstancielle de condition :
| Roumain                                            | Français                                                         |
| -------------------------------------------------- | ---------------------------------------------------------------- |
| Dacă va putea (indicatif futur), va veni           | Si elle peut (indicatif présent), elle viendra                   |
| Dacă ar putea (conditionnel présent), ar veni      | Si elle pouvait (indicatif imparfait), elle viendrait            |
| Dacă ar fi putut (conditionnel passé), ar fi venit | Si elle avait pu (indicatif plus-que-parfait), elle serait venue |

En proposition comparative hypothétique :
| Roumain                                                   | Français                                                                              |
| --------------------------------------------------------- | ------------------------------------------------------------------------------------- |
| Dansează ca și cum ar pluti (conditionnel présent)        | Il/Elle danse comme s’il/si elle flottait (indicatif imparfait)                       |
| A dat din cap de parcă ar fi înțeles (conditionnel passé) | Il/Elle a hoché la tête comme s’il/si elle avait compris (indicatif plus-que-parfait) |

En proposition concessive hypothétique :
| Roumain                                                             | Français                                                                           |
| ------------------------------------------------------------------- | ---------------------------------------------------------------------------------- |
| Chiar dacă aș vrea (conditionnel présent), n-aș putea face asta     | Même si je le voulais (indicatif imparfait), je ne pourrais pas le faire           |
| Chiar dacă aș fi vrut (conditionnel passé), n-aș fi putut face asta | Même si je l’avais voulu (indicatif plus-que-parfait), je n’aurais pas pu le faire |

## Concordance des temps
La concordance des temps entre la subordonnée et la principale n’est pas aussi rigide en roumain qu’en français. Si le prédicat de la principale est à un temps passé, le prédicat de la subordonnée peut être au même temps que si le prédicat de la principale était au présent ou au futur. Exemples :
| Roumain                                                  | Français                                                                           |
| -------------------------------------------------------- | ---------------------------------------------------------------------------------- |
| A spus că îl așteaptă (indicatif présent) pe Paul        | Il/Elle a dit qu’elle attendait (indicatif imparfait) Paul                         |
| A spus că l-a așteptat (indicatif passé composé) pe Paul | Il/Elle a dit qu’elle avait attendu (indicatif plus-que-parfait) Paul              |
| A spus că o să-l aștepte (indicatif futur) pe Paul       | Il/Elle a dit qu’elle attendrait (conditionnel présent – futur dans le passé) Paul |

## Reprise et anticipation du pronom relatif ou indéfini subordonnant
L’une des particularités de la proposition relative roumaine est que, si le pronom relatif est un COD ou un COI au datif sans préposition, il est repris dans la relative par un pronom personnel complément atone au même cas grammatical que le pronom relatif : Fata pe care ai văzut-o este prietena mea « La fille que tu as vue est ma copine ». Exemple au datif : Tânărul căruia i-am dat cheia este fiul meu « Le jeune homme à qui j’ai donné la clé est mon fils ».
Le pronom relatif ou indéfini au datif ou à l’accusatif avec la préposition la qui introduit une subordonnée COI placée devant la principale, est repris dans celle-ci. Exemples :
- pronom au datif : Cui mă întreabă îi răspund « Je réponds à qui me le demande » (littéralement « À qui me demande je lui réponds » ; Oricui mă întreabă îi răspund « Je réponds à quiconque me le demande » (litt. « À quiconque me demande je lui réponds »).
- pronom à l’accusatif avec la préposition la, placée devant la principale : La oricâți îmi cer le dau o mână de ajutor « Si nombreux que soient ceux qui me le demandent, je leur donne un coup de main » (litt. « À n’importe combien me demandent je leur donne un coup de main »).

Si la même subordonnée est placée après la principale, le mot subordonnant peut être anticipé sans que ce soit obligatoire : (Îi) răspund oricui mă întreabă, (Le) dau o mână de ajutor la oricâți îmi cer. L’anticipation n’est obligatoire que si la principale est du type îi e greu « il lui est difficile » : Îi e somn cui n-a dormit noaptea « Il/Elle a sommeil, celui/celle qui n’a pas dormi la nuit ».
Il y a également reprise du pronom relatif ou indéfini qui introduit une subordonnée COD ou COI, dans la principale qui précède la subordonnée. Il est repris si la subordonnée précède la principale [Pe câți au fost aici i-am trimis la tine « Tous ceux qui sont venus ici, je les ai envoyés chez toi » (litt. « Combien ont été ici je les ai envoyés chez toi »)] et facultativement anticipé si la subordonnée suit la principale : (I-)am trimis la tine pe câți au fost aici « J’ai envoyé chez toi tous ceux qui sont venus ici » [litt. « Je (les) ai envoyé(s) chez toi combien ont été ici »].

## Corrélatifs
Certaines subordonnées sont annoncées par un adverbe, un pronom ou un adjectif pronominal corrélatif dans la proposition principale, aussi bien en roumain qu’en français. C’est obligatoire dans les deux langues pour la subordonnée comparative qui se rapporte à un nom (Cheltuiește atâția bani câți câștigă « Il dépense autant d’argent qu’il en gagne »), mais ce n’est pas obligatoire en roumain si le nom est absent, le mot subordonnant ayant lui aussi un sens quantitatif : Cheltuiește (atât) cât câștigă « Il/Elle dépense autant qu’il en gagne » (litt. « Il dépense combien il gagne »).
D’autres subordonnées ont un corrélatif facultatif qui les renforce : De aceea lipsește, pentru că este bolnav « Il est malade, voilà pourquoi il s’absente » (litt. « Pour cela il s’absente, parce qu’il est malade ») ; Dacă vrei să ajungi la timp, atunci grăbește-te! « Tu veux arriver à l’heure ? Alors dépêche-toi ! » (litt. « Si tu veux arriver à temps, alors dépêche-toi ! »).

## Cumva
L’adverbe cumva est utilisé facultativement dans des subordonnées surtout pour renforcer une négation. La phrase Îi dau telefon, ca să nu plece fără mine « Je lui donne un coup de téléphone, pour qu’il/elle ne parte pas sans moi » peut ainsi devenir Îi dau telefon, ca nu cumva să plece fără mine « Je lui donne un coup de téléphone, pour qu’en aucun cas il/elle ne parte sans moi ». Un autre exemple : Are grijă să nu cadă în apă « Il/Elle fait attention à ne pas tomber à l’eau » → Are grijă ca nu cumva să cadă în apă « Il/Elle fait attention à ne pas tomber à l’eau par hasard »..
Cumva peut aussi renforcer une hypothèse : Dacă pleci cumva din oraș, anunță-mă! « Si jamais tu quittes la ville, préviens-moi ! ».

## Nuexplétif
Nu explétif est moins fréquent que le ne explétif français. Il est obligatoire dans la proposition COI subordonnée aux verbes a se teme « craindre » et a-i fi frică/teamă « avoir peur », dont le prédicat est au subjonctif et ou il est facultatif en français [Mă tem să nu plece « Je crains qu’il/elle (ne) parte »] », mais il n’est pas à utiliser dans d’autres subordonnées où il est possible en français : Muncește mai bine decât credeam « Il/Elle travaille mieux que je (ne) le pensais » ; Se face altfel de cum știam « Cela se fait autrement que je (ne) le savais » ; A venit altcineva decât cine credeam « Il est venu un autre que je (ne) (le) pensais » ; Să mergem altundeva decât unde merg ei « Allons ailleurs qu’ils (ne) vont ».

## Cas du pronom subordonnant
Les pronoms relatifs, interrogatifs et indéfinis qui introduisent des subordonnées présentent quelques particularités quant à leur accord en cas.
Le pronom relatif care s’accorde en genre et en nombre avec le mot auquel il se réfère, mais son cas correspond à sa fonction dans la proposition relative : Tânărul căruia i-am dat cheia este fiul meu « Le jeune homme à qui j’ai donné la clé est mon fils », mais Fata căreia i-am dat cheia este nora mea « La jeune fille à qui j’ai donné la clé est ma belle-fille ». Il en est de même pour les pronoms interrogatifs ou indéfinis qui introduisent une subordonnée COI : Nu mă dumiresc a cui este « Je ne me rends pas compte à qui c’est » ; Dau o mână de ajutor oricui are nevoie « Je donne un coup de main à quiconque en a besoin ».
Le cas grammatical des indéfinis oricare et oricine dépend de la relation avec la proposition principale, ne correspondant pas à leur fonction dans la subordonnée. Dans la phrase Datoria oricui întâlnește un accidentat este să-l ajute « Le devoir de quiconque rencontre un accidenté est de le secourir », oricui est au génitif, parce que c’est le complément du nom exprimant le possesseur de datoria, et pourtant oricui est le sujet de la proposition relative.

## Ordre des propositions
La place des subordonnées est le plus souvent après la proposition principale, à moins qu’elles ne soient mises en relief, cas dans lequel elles prennent la première place. En roumain, c’est parfois possible sans ajout d’un élément supplémentaire : Lipsește pentru că e bolnav « Il/Elle s’absente, parce qu’il/elle est malade » → Pentru că e bolnav lipsește « C’est parce qu’il/elle est malade qu’il/elle s’absente » ; Am scris cu ce am găsit « J’ai écrit avec ce que j’ai trouvé » → Cu ce am găsit am scris « C’est avec ce que j’ai trouvé que j’ai écrit ». D’autres fois, l’inversion de la place des propositions implique l’emploi d’un corrélatif dans la principale : Muncește ca să se realizeze « Il/Elle travaille pour se réaliser » → Ca să se realizeze, de aceea muncește « C’est pour se réaliser qu’il/elle travaille ».
En roumain il arrive que la principale et la subordonnée s’entrelacent. C’est le cas, par exemple, de la subordonné sujet, lorsque le sujet de cette dernière est exprimé par un nom ou un pronom : Voi se cuvine să ascultați de părinți « Vous, il convient que vous obéissiez à vos parents ». Le sujet de la subordonnée se place devant la principale et le reste de la subordonnée après la principale.

## Autres particularités

### Conjonctionsăvs. locution conjonctive(pentru) ca (…) să
La conjonction să est utilisée seule dans la proposition COD subordonnée à un verbe qui régit le subjonctif, lorsque le sujet de la subordonnée n’est exprimée que par la désinence de son prédicat : Doresc să înțeleagă punctul meu de vedere « Je souhaite qu’ils/elles comprennent mon point de vue ». La locution ca … să aux éléments séparés est utilisée dans le même type de subordonnée si son sujet est exprimé par un nom ou un substitut de nom : Doresc ca toți să înțeleagă punctul meu de vedere « Je souhaite que tous comprennent mon point de vue ».
La subordonnée de but ou de conséquence peut être introduite par la conjonction să seule ou par ca să aux éléments non séparés, lorsque son sujet est exprimée par la seule désinence : Am venit (ca) să te văd « Je suis venu(e) (pour) te voir ». Si le sujet est exprimé par un nom ou un substitut de nom, c’est la locution (pentru) ca … să aux éléments séparés qu’il faut utiliser : Ud cu multă apă, (pentru) ca florile să se dezvolte bine « J’arrose avec beaucoup d’eau, pour que les fleurs se développent bien » ; Poarta este prea îngustă pentru ca mașina să poată intra « Le portail est trop étroit pour que la voiture puisse entrer ». Les éléments de ca … să encadrent aussi une négation renforcée par l’adverbe cumva : Îi dau telefon, ca nu cumva să plece fără mine « Je lui donne un coup de téléphone, pour qu’il/elle ne parte pas sans moi ».

### Rôle de la prosodie
Les éléments prosodiques comme l’intonation, l’accentuation et la pause (cette dernière marquée à l’écrit par une virgule) peuvent déterminer le sens de la phrase : Când îl chem, vine (accent plus faible et ton plus bas sur le mot chem, pause entre les propositions, accent plus fort sur le mot vine) « Quand je l’appelle, il vient » vs. Când îl chem vine (accent plus fort et ton plus haut sur chem, absence de pause, accent plus faible sur vine) « C’est quand je l’appelle qu’il vient ».

## Source bibliographique
- (ro) Avram, Mioara, Gramatica pentru toți [« Grammaire pour tous »], Humanitas, Bucarest, 1997  (ISBN 973-28-0769-5)